# Halo (Current 93)
Halo è un album dal vivo del gruppo musicale inglese Current 93, pubblicato nel 2004.

## Tracce
1. Halo – 3:15
2. Alone – 6:27
3. Mary Waits in Silence – 3:10
4. Calling for Vanished Faces II – 5:05
5. The Signs in the Stars – 3:11
6. All This World Makes Great Blood – 3:47
7. Good Morning, Great Moloch – 3:57
8. Whilst the Night Rejoices Profound and Still – 4:27
9. 5 Hypnagogue 5 – 2:40
10. Silence Song – 4:45
11. Sleep Has His House – 3:33
12. 4 Hypnagogue 4 – 5:00
13. Fields of Rape – 3:10
14. So: This Empire Is Nothing – 3:30
15. Death of the Corn – 4:12
16. Locust – 5:43

## Formazione
- John Contreras - violoncello
- Joe Budenholzer  - chitarra
- Michael Cashmore - chitarra, basso
- Graham Jeffery, Maja Elliott - piano
- Joolie legno - violino
- David Tibet, Finn Sands, Karl Blake - voci

### Formazione tecnica
- Jennifer Maguire - disegnatrice (copertina anteriore)
- Andria Tibet - disegnatrice (rivestimento interno)
- Lauren Winton  - performer (effetti)
- Michael Lawrence - assistente tecnico (audio)